# Sea Princess
 (janvier 2025).
Le Sea Princess (anciennement l’Adonia) est un navire de croisière appartenant à la société Princess Cruises. Il est le deuxième navire de la classe « Sun » de cette compagnie ; il a été construit en Italie au chantier Fincantieri, pour le compte de Princess Cruises.
À la fin 2002, le Sea Princess a été transféré vers la flotte de P & O Cruises pour combler le vide laissé par l’Arcadia qui avait lui-même rejoint la flotte d'Ocean Village ; le Sea Princess a été renommé Adonia.
En 2005, l’Adonia a été retransferé vers Princess Cruises et retrouva son nom de Sea Princess. Lors de ce dernier changement, il a reçu une modification majeure par l'ajout du cinéma en plein air.

## Incidents
- En 2006, 2014 et 2016, des épidémies d'infection par le norovirus ont éclaté à bord du navire. À chaque fois, plusieurs centaines de passagers et membres d'équipage ont été affectés, ce qui a valu au navire le surnom de Pandemic Princess[2],[3],[4].
- En août 2016, le voyage de rêve à bord du Sea Princess a pris fin à Sydney en Australie, pour trois Canadiens, un homme de 63 ans et deux femmes de 22 et 28 ans, lorsque 95 kg de cocaïne ont été découverts dans leurs bagages de cabine[5].